# Adele Doré

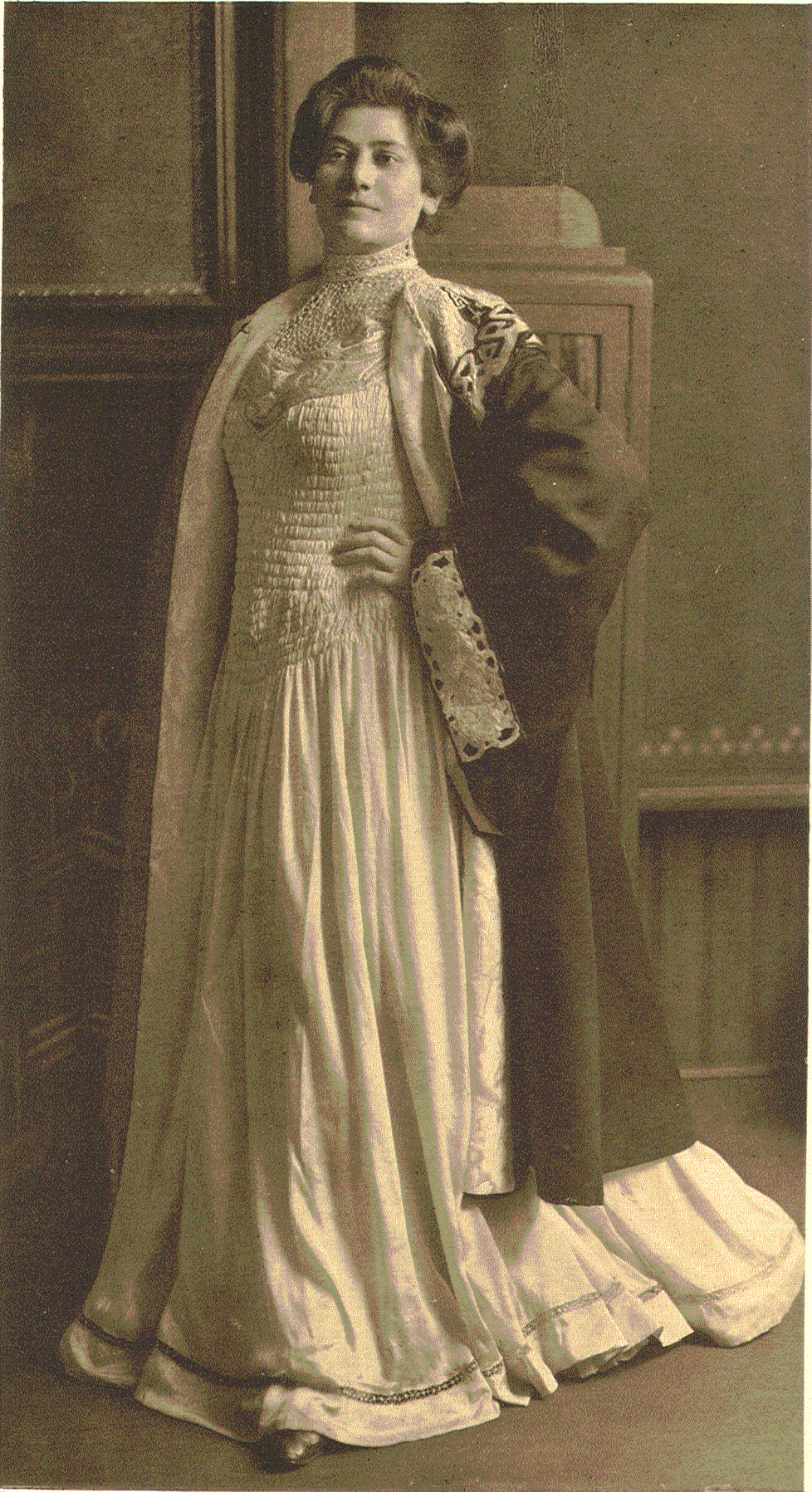
Adele Milan-Doré um 1905

Adele Doré, verheiratete Adele Milan-Doré (* 9. April 1869 in Wien als Barbara Appollonia Föderl; † 9. Februar 1918 in Berlin) war eine österreichische Schauspielerin.

## Leben und Wirken

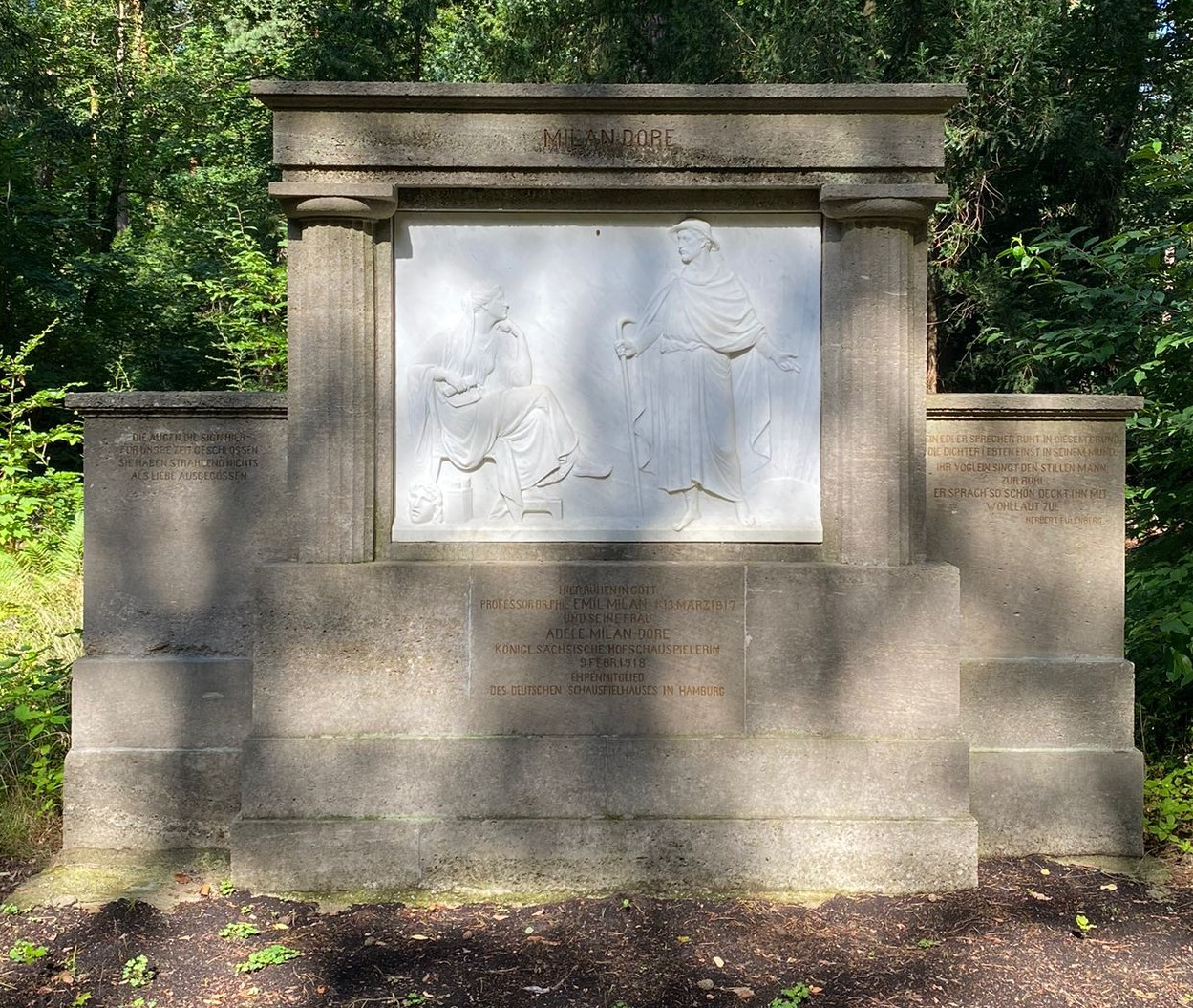
Grabstätte auf dem Südwestkirchhof Stahnsdorf

Als Tochter eines Musikers der Wiener Hofoper erhielt sie ihre schauspielerische Ausbildung an der Theaterschule von Max Otto in Wien sowie bei ihrem späteren Ehemann Emil Milan. Ihre Bühnenlaufbahn begann mit kleineren Rollen 1888 am Deutschen Theater in Amsterdam und als Tragödin am Salzburger Landestheater. Ihr weiterer Weg führte sie über Regensburg 1890 nach Köln, wo sie als „Hero“ (in Franz Grillparzers „Des Meeres und der Liebe Wellen“) debütierte und sieben Jahre lang erfolgreich im Charakterfach, u. a. als „Magda“ in Hermann Sudermanns „Heimat“, wirksam blieb. 1897 wurde sie am Thalia-Theater in Hamburg engagiert, wo sie erstmals als „Nora“ auftrat. 1901 wechselte sie zum neu eröffneten Deutschen Schauspielhaus in Hamburg, debütierte mit der Rolle der „Klara“ und blieb diesem Bühnenensemble bis kurz vor ihrem Tod verpflichtet. Ihren künstlerischen Durchbruch erzielte sie dort 1902 mit der Darstellung von Grillparzers „Medea“. Ebenso überzeugend interpretierte sie die Hebbelschen Frauengestalten (neben der „Klara“ [aus „Maria Magdalena“], die „Judith“, die „Mariamne“ [aus „Herodes und Mariamne“] und die „Rhodope“ [aus „Gyges und sein Ring“]), weiterhin Friedrich Schillers „Maria Stuart“,Sophokles’ „Elektra“, die „Rebekka West“ (aus Ibsens „Rodmersholm“), die „Christine“ (aus Arthur Schnitzlers „Liebelei“), die „Alice“ (aus August Strindbergs „Totentanz“) sowie die „Gerlind“ aus Ernst Hardts „Gudrun“.
Sie war verheiratet mit dem Schauspieler, Regisseur und Schriftsteller Emil Milan (1859–1917). Beider Grabstätte befindet sich auf dem Südwestkirchhof Stahnsdorf.